# Strehla (Bautzen)

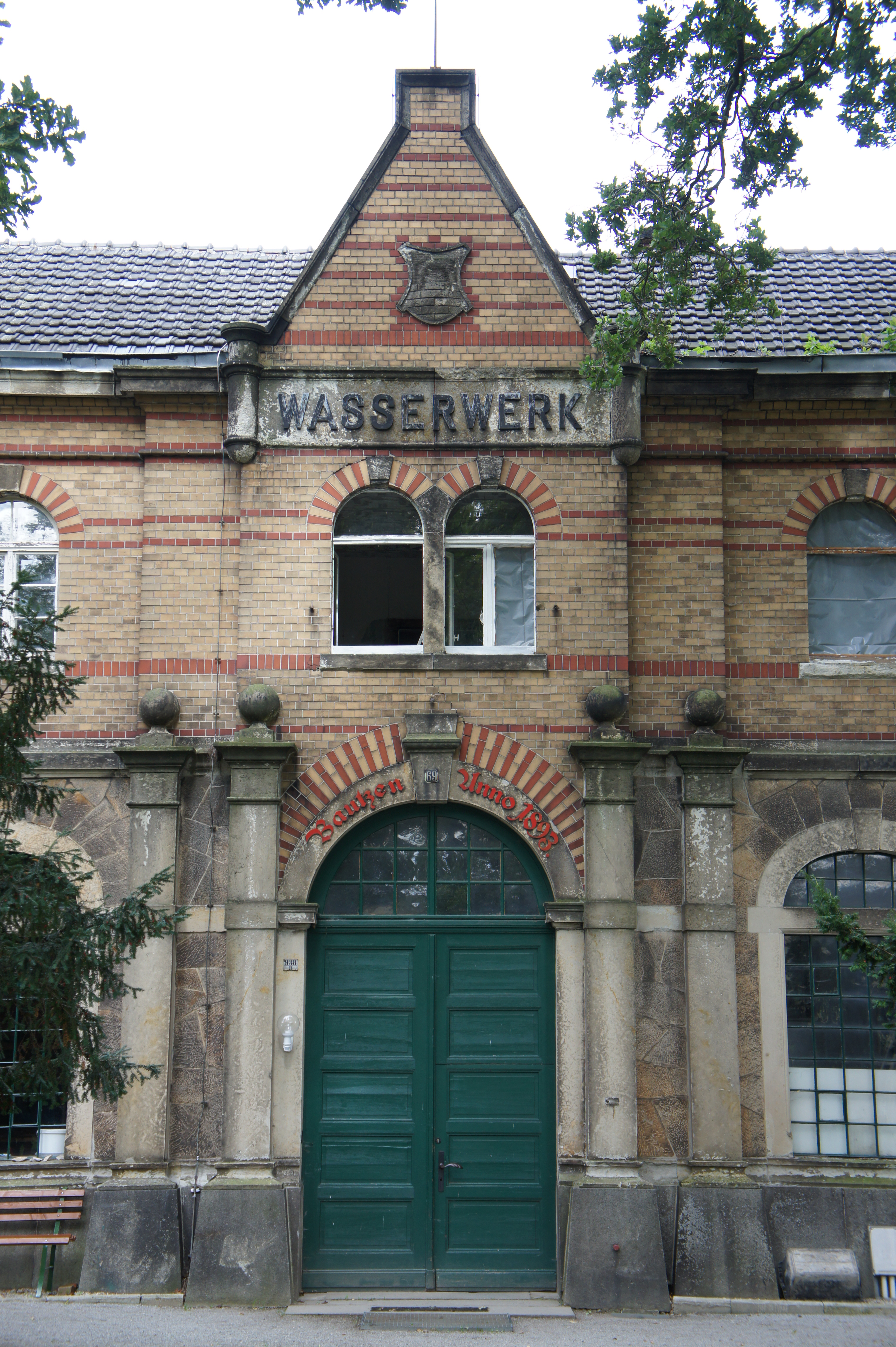
Altes Wasserwerk Strehla

Strehla, obersorbisch Třělany, ist eine Dorflage im Stadtteil Ostvorstadt der sächsischen Kreisstadt Bautzen. Der Ort liegt in der Oberlausitz und gehört zum anerkannten sorbischen Siedlungsgebiet.

## Geografie

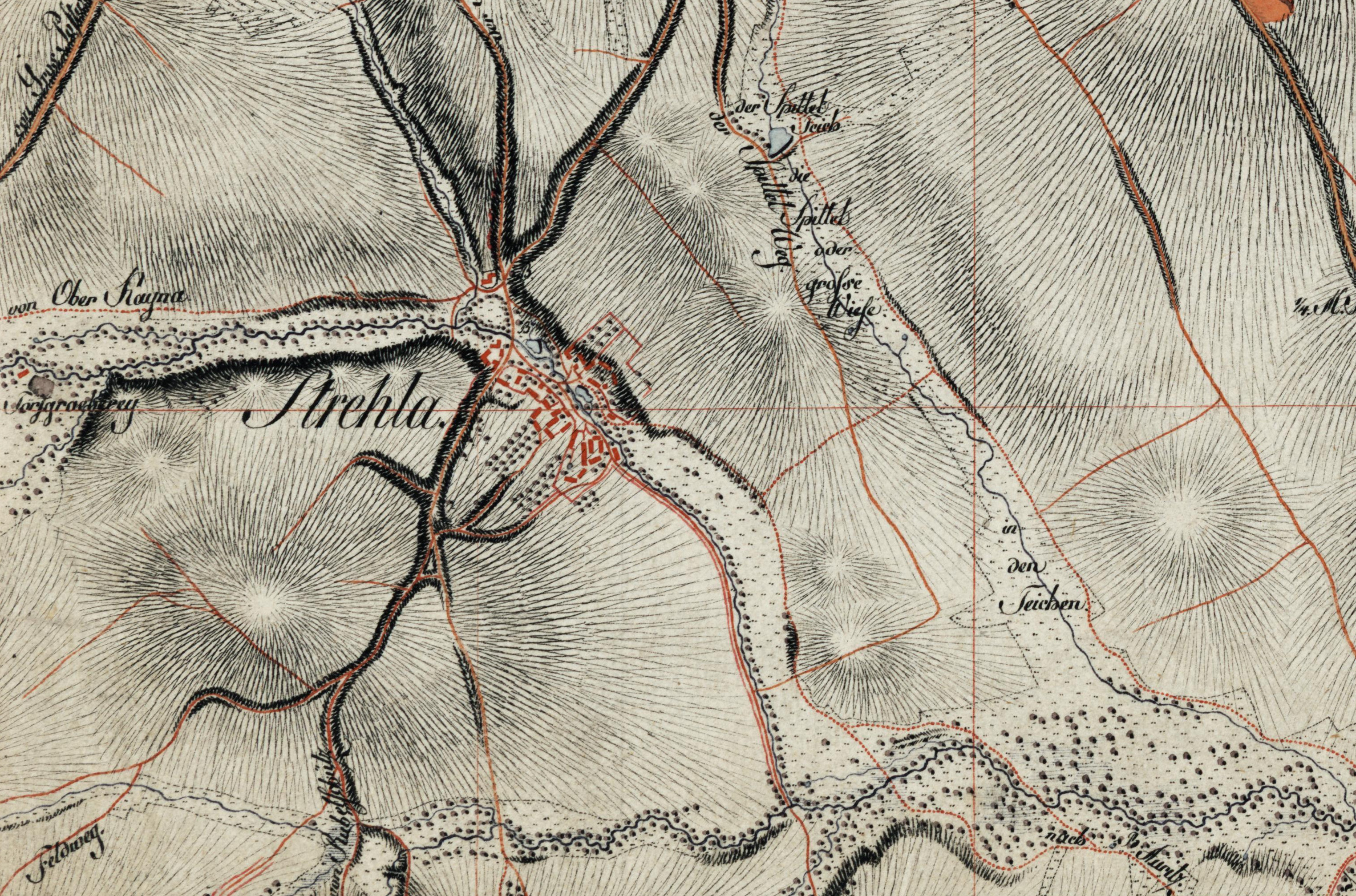
Strehla auf dem Messtischblatt von 1804 (Ausrichtung nach Nordwesten)

Strehla befindet sich im südöstlichen Stadtgebiet Bautzens am Albrechtsbach und ist heute umgeben von der Bautzner Ostvorstadt. Weitere umliegende Stadtteile und Ortschaften sind Auritz im Osten, das zur Gemeinde Kubschütz gehörende Soculahora im Südosten, Oberkaina im Süden, die Südvorstadt im Westen sowie Nordostring im Nordwesten.
Strehla liegt an der Kreisstraße 7239, die aus Bautzen über Mehltheuer nach Cunewalde führt.
Den historischen Ortskern bilden einige Bauernhöfe nahe der Kreuzung Czorneboh-/Thrombergstraße.

## Geschichte
Strehla wurde erstmals 1241 in der Oberlausitzer Grenzurkunde als Sitz eines Suikerus de Ztraele erwähnt und 1242 erneut als „Strel“ verzeichnet. Diese Erwähnung wird aber nicht Strehla bei Bautzen zugeordnet, sondern den Herren von Strehla an der Elbe. In der folgenden Zeit änderte sich der Name von „Strelen“ im Jahr 1360, zu „Strelan“ 1396. 1571 hieß es „Stelenn“ und 1791 „Strehla“. Der Ortsname stammt aus dem Sorbischen und leitet sich vom urslawischen *strěla („Pfeil“) ab. In Orts- und Gewässernamen bedeutet dies wahrscheinlich so viel wie „Wasserstrahl“ oder auch „Flussarm“.
Der Ort stand zu Teilen unter der Grundherrschaft des Rates zu Bautzen und zu Teilen unter der der Landvogtei Bautzen.
Bis 1913 war Strehla eine eigenständige Landgemeinde, dann wurde der Ort nach Bautzen eingemeindet. Am 25. Juli 1952 wurde die Ortslage dem damals neu gebildeten Kreis Bautzen im Bezirk Dresden zugeordnet. Nach der Wende in der DDR wurde der Ort am 1. August 1994 dem alten Landkreis Bautzen zugeordnet, seit der Kreisreform in Sachsen vom 1. August 2008 gehört das Dorf zum Landkreis Bautzen. Strehla ist heute baulich mit dem Bautzener Stadtteil Ostvorstadt verschmolzen.

## Bevölkerung und Sprache
Für das Jahr 1547 waren in Strehla neun besessene Mann verzeichnet. 1777 waren es sieben besessene Mann und drei Gärtner. 1834 hatte der Ort 74 Einwohner. Die Einwohnerzahl im Ort stieg daraufhin von 90 Einwohnern im Jahr 1871 auf 221 Einwohner im Jahr 1910 an. 1925 hatte Strehla 639 Einwohner, davon waren 597 evangelisch-lutherischer Konfession, 27 Katholiken und 15 andere.
Für seine Statistik über die sorbische Bevölkerung in der Oberlausitz ermittelte Arnošt Muka für das Jahr 1884 eine Bevölkerungszahl von 93 Einwohnern, davon waren 78 Sorben (84 %) und 15 Deutsche.